# Cemophora coccinea
Cemophora coccinea is een niet-giftige slang uit de familie toornslangachtigen (Colubridae) en de onderfamilie Colubrinae.

## Naam en indeling
De wetenschappelijke naam van de soort werd voor het eerst voorgesteld door Johann Friedrich Blumenbach in 1788. Oorspronkelijk werd de wetenschappelijke naam Coluber coccineus gebruikt. Het was lange tijd de enige soort uit het monotypische geslacht Cemophora, tot in 2017 een voormalige ondersoort als een aparte soort werd erkend; Cemophora lineri.
De soortaanduiding coccinea is afgeleid van het Latijnse 'coccineus' en betekent vrij vertaald 'zo rood als een bes' ofwel scharlakenkleurig.

### Ondersoorten
De soort wordt verdeeld in twee ondersoorten die onderstaand zijn weergegeven, met de auteur en het verspreidingsgebied.
| Naam                     | Auteur           | Verspreidingsgebied                       |
| ------------------------ | ---------------- | ----------------------------------------- |
| Cemophora coccinea       | Blumenbach, 1788 | Verenigde Staten (Florida)                |
| Cemophora coccinea copei | Jan, 1863        | Verenigde Staten (de rest van het areaal) |

## Uiterlijke kenmerken
Cemophora coccinea blijft vrij klein; de maximale lengte is ongeveer zestig centimeter. Deze soort heeft bonte en afstekende kleuren; een overwegend scharlakenrode kleur aan de bovenzijde met gele tot witte, zwartomrande dwarsbanden. De zwartomrande band in de nek is vaak geler tot oranje gekleurd. Andere kenmerken zijn de kleine ogen en kop zonder sterke vergroting bij de kaken zoals bij veel andere slangen het geval is. De snuitpunt steekt wat uit en heeft een afgerond uiteinde.
Er is enige gelijkenis met de giftige harlekijnkoraalslang (Micrurus fulvius), maar de slang imiteert de kleuren en is zelf niet giftig, dit wordt ook wel mimicry genoemd. Een duidelijk onderscheid is de zwarte snuitpunt van de koraalslang, Cemophora coccinea heeft een rode kleur snuit.

## Levenswijze
De slang leeft ondergronds en graaft holen of ligt onder rottende houthopen, net onder de strooisellaag of onder boomwortels. Het voedsel bestaat voornamelijk uit de eieren van andere reptielen, zoals slangen en hagedissen, maar ook hagedissen zelf, kleine slangen en knaagdieren worden gegeten. Belangrijke vijanden zijn roofvogels, rovende zoogdieren en slangen.
Cemophora coccinea is eierleggend, een legsel bestaat uit twee tot negen eitjes. De juvenielen zijn nadat ze uit het zijn gekropen ongeveer dertien tot achttien centimeter lang.

## Verspreiding en habitat

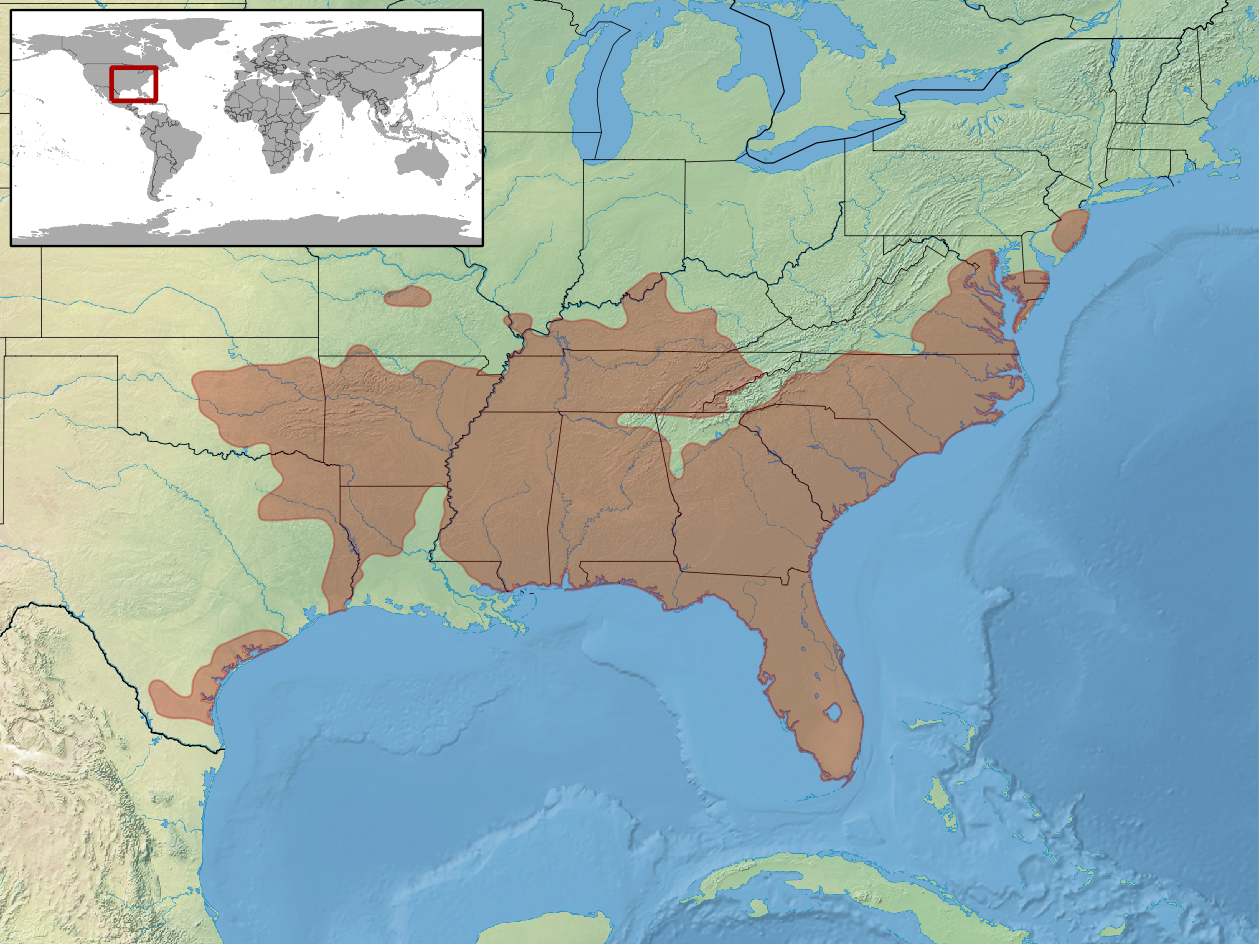
Verspreidingsgebied binnen de Verenigde Staten in het bruin.

Cemophora coccinea is endemisch in de Verenigde Staten en komt voor in het zuidoosten van het land. De slang is aangetroffen in de staten Texas, Oklahoma, Arkansas, Louisiana, Mississippi, Alabama, Georgia, Florida, South Carolina, North Carolina, Tennessee, Kentucky, Illinois, Indiana, Virginia, Maryland, Delaware, New Jersey, Missouri.
De habitat bestaat uit zanderige en vaak rotsachtige open gebieden waar gegraven kan worden. Vaak wordt deze soort in graslanden en gematigde naaldbossen aangetroffen.

## Beschermingsstatus
Door de internationale natuurbeschermingsorganisatie IUCN is de beschermingsstatus 'veilig' toegewezen (Least Concern of LC).